# A Sogra
A Sogra é o título de um filme brasileiro de 1954, estrelado por Procópio Ferreira e Maria Vidal, e com direção de Armando Couto.
No seu enredo Arquimedes, um chefe de estação ferroviária, recebe a visita da sogra rabugenta e com o passar dos dias descobre, para seu desespero, que ela viera de forma definitiva, para morar com a família. A propaganda do filme dizia: "A história de Arquimedes, um homem que vive de uma única esperança… Livrar-se da sogra!"
O filme marcou a estreia no cinema da atriz Riva Nimitz.

## Elenco
Tinha por narrador Sérgio de Oliveira e elenco principal composto por:
- Procópio Ferreira, como Arquimedes
- Maria Vidal
- Ludy Veloso
- Eva Wilma
- Waldemar Seyssel, como Padre
- Elísio de Albuquerque
- Herval Rossano
- Jaime Barcellos

Participação especial: 
- Riva Nimitz
- Armando Couto,
- Renato Tignani
- Sérgio Sampaio
- Mogadouro
- Odilon Nogueira
- João Soares
- Dália Marcondes
- Gaetano Gherardi
- Odete Oliveira